# Yo soy 132
Le mouvement Yo soy 132 (Je suis le 132) est un mouvement social composé en majorité par des étudiants mexicains appartenant à des universités publiques et privées. Leurs revendications sont, entre autres, la démocratisation des médias, la défense de la liberté d’expression et du droit à l’information des Mexicains. Le mouvement dénonce également la forte inégalité qui existe entre les citoyens et la violence qui règne à travers l’ensemble du pays. Le mouvement promeut la transformation du système politique mexicain afin de garantir une démocratie authentique. Le mouvement se veut étranger à toute posture partisane, n'apportant son soutien à aucun candidat aux élections présidentielles qui ont eu lieu le 1er juillet 2012, ni à aucun parti politique.

## Antécédents
Le 11 mai 2012, Enrique Peña Nieto, à l'époque candidat aux élections présidentielles pour le Parti révolutionnaire institutionnel (PRI) a participé à une conférence à l'Universidad Iberoamericana à Mexico. Lors de cet événement, un groupe d'étudiants a montré son mécontentement envers le candidat, obligeant celui-ci à quitter l'université. Par la suite, les dirigeants du PRI et les principaux médias du pays ont essayé de minimiser les faits et ont accusé les manifestants d’avoir été payés pour agir en tant qu'agitateurs. Les principales chaînes de télévision du pays ainsi que de nombreux journaux nationaux ont présenté l'information en disant qu'il ne s'agissait pas d'une authentique expression d'étudiants. Le président national du parti, Pedro Joaquin Codwell accusa les étudiants d'être :
« une poignée de jeunes qui ne sont pas représentatifs de la communauté de l’université ibéroaméricaine, assumant une attitude d’intolérance vis-à-vis des engagements de notre candidat, et face à cela, je reprends la réaction de Peña Nieto, je l’ai beaucoup appréciée. »
D'une autre part, Arturo Escobar y Vega, le coordinateur des sénateurs du Parti vert écologiste du Mexique, parti allié au PRI pour les élections, déclara en interview que les présents n'étaient qu'un groupe minoritaire proche d'Andrés Manuel López Obrador, candidat de la gauche par le PRD, cherchant à créer un scandale. Le nom Yo soy 132 fait principalement référence, mais pas exclusivement, à l'autoaffiliation et le soutien porté au mouvement en tant que le 132e membre, par rapport au ralliement initial des 131 étudiants de l'Université Iberoamericana qui ont créé une vidéo diffusée sur Youtube pour exprimer leur mécontentement contre le traitement biaisé des médias à propos de l'événement. Dans cette vidéo, les 131 étudiants se présentent en affichant leur carte d'étudiants, disent leurs noms, leur numéro d'étudiants, les études qu'ils font, affirment n'appartenir à aucun parti politique et défendent le caractère étudiant de leur protestation.

## Manifeste
Le 23 mai 2012, le mouvement a fait connaître sa déclaration. Parmi les points qui ressortent sont :

« Premièrement.- Nous sommes un mouvement étranger à toute posture partisane ; nous sommes constitués de simples citoyens. En tant que tels, nous n’apportons de soutien à aucun des candidats à la présidentielle, ni à aucun parti politique. Néanmoins, nous respectons la pluralité et la diversité des membres de ce mouvement. Nos désirs et nos exigences sont tournés vers la défense de la liberté d’expression et du droit à l’information des Mexicains, dans la mesure où ces droits constituent les deux piliers de la formation d’une citoyenneté ayant pleine conscience de sa réalité et prenant une part active à la vie de la cité. Pour cette raison, nous promouvons le vote en toute connaissance de cause. Nous croyons que, dans les circonstances politiques actuelles, l’abstentionnisme et le vote nul sont des actions inefficaces pour avancer dans la construction de notre démocratie. Notre mouvement tient profondément à la démocratisation du pays ; nous pensons qu’une condition nécessaire pour son avènement est la démocratisation des médias. Notre inquiétude provient de l’état actuel de la presse nationale et de la concentration des médias dans quelques mains.

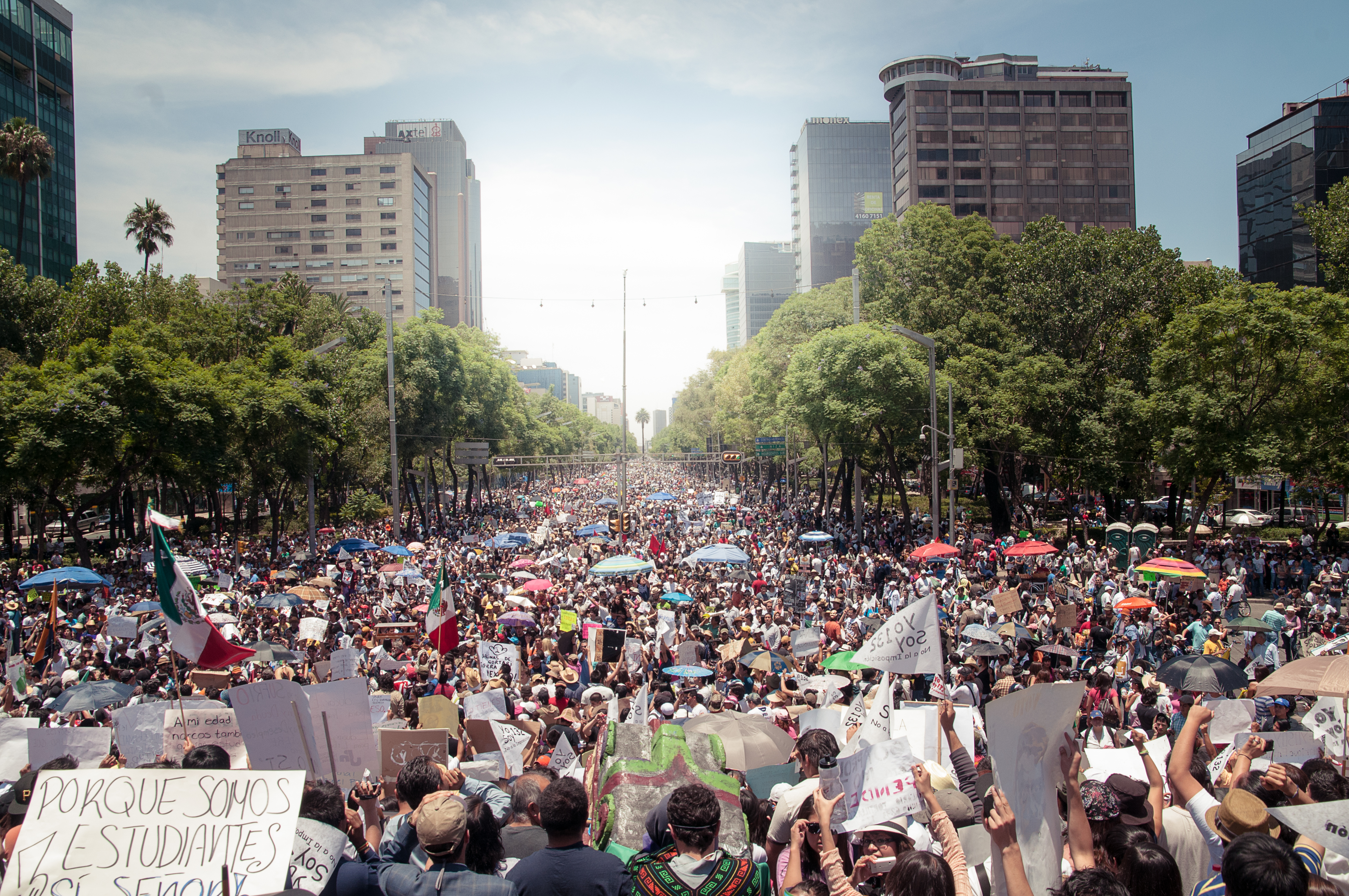

Deuxièmement.- YoSoy132 est un mouvement rassembleur, qui ne représente pas qu’une seule université. La représentation du mouvement est entre les mains des citoyens rejoignant notre cause ; elle s’articule à travers les divers comités universitaires. »

## Assemblées et manifestations
Première Assemblée interuniversitaire : le 30 mai 2012
La première Assemblée Interuniversitaire de Yosoy132 se tient le 30 mai à la cité universitaire de l’université nationale autonome du Mexique (UNAM). 15 tables rondes y sont organisées sur des sujets aussi divers que la promotion de l’éducation artistique, le combat contre le néolibéralisme et les aliments transgéniques. Cette première Assemblée élargit donc ses revendications par rapport à celles initialement évoquées lors de la création du mouvement, les situant dans un contexte social plus large, mais sans faire mention de façon explicite à la lutte pour empêcher le retour du PRI à la présidence. Ce n’est que le 5 juin 2012 que le mouvement prendra une tournure anti-Peña Nieto.
Discours de la Première Assemblée sur la justification historique du Mouvement Yosoy132
La table ronde 14, qui avait pour objet « Mémoire et conscience historique », a lu un discours d’environ cinq minutes pour expliquer la justification historique du mouvement Yosoy132 :
«  « Bertolt Brecht écrivait «  un peuple qui oublie son passé se condamne à le revivre ». C’est pour cette raison que, nous, la table 14 « Mémoire et Conscience historique », apportons ici la justification historique de ce mouvement, avec l’accord des camarades qui y ont participé.

L'État a déjà raconté son histoire. Le silence veut nous conduire à l'oubli. Ce silence, nous le brisons aujourd'hui pour récupérer l'histoire, notre histoire. Nous n'oublions pas les efforts et les luttes des mouvements ouvriers et paysans. Le magonisme, le villisme, le zapatisme, le mouvement des cheminots et le mouvement des médecins
Nous n'oublions pas les mouvements qui ont marqué notre histoire : l'expropriation pétrolière, le vasconcelisme, la lutte pour l'autonomie universitaire, l'insurrection sociale armée dans les années 1970.
Nous n'oublions pas les procès d'étudiants, la défense des logements étudiants de l'Institut Polytechnique National en 58, les mouvements d'étudiants à Tlatelolco en 68 et le jeudi de Corpus en 71.
Nous n'oublions pas non plus la guerre sale et ses disparus, les détenus politiques, les grèves universitaires de 86 et de 99.
Mexique, tes enfants te parlent: nous sommes héritiers des fraudes électorales de 88 et de 2006, des crises économiques de 82, de 96 et de 2008.
Nous sommes les héritiers du soulèvement armé du Zapatisme, du massacre d'Acteal, des féminicides impunis de Ciudad Juarez, Chihuahua et de l'État de Mexico.
Nous devons maintenant hausser la voix et affirmer que nous sommes les héritiers de la répression d'Atenco et de Oaxaca en 2006.
Oui, camarades, le mouvement 132 c'est nous. Nous sommes les représentants des indignés et la rage des enfants morts à la crèche ABC.
Nous sommes Wirikuta, nous sommes Cherán au Michoacán, nous sommes Copala, les Raramuris morts, nous sommes le faible face à la répression de l'État. Nous sommes l'indignation face à la guerre contre les narcos et les près de 60 000 morts qui en découlent.
Toute cette histoire, nous l'incarnons. Justice nous demandons, au nom de notre mouvement, et nous lutterons jusqu'à ce que justice soit faite.

Toute cette histoire, aujourd'hui nous l'assumons et la revivons. Nous la revivons dans le vent d'espoir qui souffle sur notre mouvement. Aujourd'hui nous nous décidons et nous disons être 132 représenter l'histoire et la conscience mexicaine. Nous n'oublions pas et nous crions du plus profond de notre âme : Nous Sommes 132 pour toujours! »  »
Deuxième Assemblée interuniversitaire : le 11 juin 2012 à l’université Iberoamericana à Mexico.
Troisième Assemblée interuniversitaire : le 22 juin 2012 à l’Universidad del Claustro de Sor Juana à Mexico.
Quatrième Assemblée interuniversitaire : le 28 juin 2012 à la Universidad Autónoma Metropolitana, campus Xochimilco à Mexico.
Cinquième Assemblée interuniversitaire : le 4 juillet 2012 à la Faculté des sciences de l’UNAM à Mexico.
Assemblée au cours de laquelle le mouvement a discuté de la position à adopter à la suite des élections du 1er juillet.
Première Rencontre nationale d’étudiants : les 6, 7 et 8 juillet à la communauté de Huexca, État de Morelos
6e Assemblée interuniversitaire : le 12 juillet 2012 à l’École nationale d’anthropologie et histoire (ENAH) à Mexico

## Principes généraux du mouvement
Bulletin informatif numéro 1
Lors d’une conférence de presse dans le cadre de l’Assemblée générale du 18 juin 2012, les membres du groupe Yosoy132 ont rendu public le premier bulletin d’information du mouvement, où figuraient plusieurs points, parmi lesquels le contexte historique et les principes généraux du mouvement,,.
Contexte historique
Le mouvement Yosoy132 naît de deux constats: une situation nationale désastreuse, marquée par une vague de violence étendue sur l’ensemble du pays et un contexte électoral, où l’information est largement manipulée par les médias.
Principes généraux
Le mouvement se déclare :
- Non partisan, ne soutenant aucun parti politique en particulier.
- Pacifique, condamnant catégoriquement tout acte de violence.
- Étudiant, car les étudiants sont le catalyseur du changement social
- Laïc, réfutant toute appartenance à une doctrine ou une institution religieuse en particulier.
- Pluriel, car les acteurs sociaux adhérents constituent l’une des bases essentielles du mouvement. Il existe un lien de solidarité et une union dans la lutte avec d’autres mouvements, sans que cela ne signifie pour autant que le mouvement ait pour vocation de les substituer.
- À caractère social, car les actions du mouvement s’ingèrent directement dans les relations entre les individus qui ont pour but la construction du bien commun.
- À caractère politique, dans le sens où un intérêt tout particulier est porté aux affaires publiques. Le mouvement cherche le développement de la participation citoyenne, sans que cette dernière ne soit limitée à la seule classe politique, qui jusque maintenant était le seul interprète des affaires publiques du pays.
- Humaniste, en recentrant le débat sur l’Homme, en mettant en valeur et en développant toutes les compétences entre ses mains, notamment en redéfinissant le rôle de l’éthique dans la Société.
- Autonome, car l’assemblée interuniversitaire respecte et met en valeur les décisions qui remontent de chaque assemblée qui la compose. Il n’existe d’autre possibilité de s’intégrer à l’élaboration de la politique générale du mouvement.
- À caractère permanent, car ses exigences vont au-delà du contexte électoral.
- Anti-néolibéral, car il exige un modèle économique, politique et social, qui soit plus juste pour tous.

## Débats présidentiels
L’une des caractéristiques principales du mouvement #YoSoy132 (Je suis le 132e) a été d’encourager les débats entre les différents candidats aux élections présidentielles de 2012.

### Deuxième débat
Les étudiants se sont prononcés pour un deuxième débat entre les candidats ainsi que pour qu’il soit transmis en direct sur toutes les chaînes publiques de télévision, mais l’Instituto Federal Electoral (Institut fédéral électoral), qui est le seul organisme à pouvoir organiser les débats, a refusé de le faire.
Toutefois, grâce aux pressions des étudiants, les principales chaînes de télévision mexicaines, ont accepté d’assurer la transmission en direct du débat à travers leurs chaînes les plus populaires, la 2 (Televisa) et la 13 (TV Azteca). Ainsi, ce deuxième débat est devenu le débat avec la plus grande audience de l’histoire du pays : quinze millions de spectateurs (un indice d’audience de 22,6 %), sans compter le public qui a suivi le débat par d’autres médias (e. g. Internet).

### Troisième débat
Le 19 juin 2012 s’est tenu un troisième débat entre les candidats Josefina Vázquez Mota, Gabriel Quadri et Andrés Manuel López Obrador. Ce débat n’a pas été organisé par l’IFE mais par le mouvement #YoSoy132.
Le candidat du PRI, Enrique Peña Nieto, a refusé de participer au débat organisé par #YoSoy132, en argumentant qu’il n’y aurait pas de neutralité ni d’impartialité. Le candidat a envoyé une lettre en remerciant les étudiants de leur invitation, mais il a regretté que le mouvement ait pris la décision de s’exprimer contre lui,,,.
Le débat a pu être suivi sur Internet et être écouté sur les chaînes de radio Reactor, Ibero, Ciudadana, entre autres. Les chaînes de télévision culturelles, appartenant à l’Instituto Politécnico Nacional (Institut polytechnique national), la chaîne 11 et, à l’Universidad Nacional Autónoma de México (université nationale autonome du Mexique), la chaîne 22, ont transmis le débat le 24 juin 2012.

## Étatactuel[Quand?]

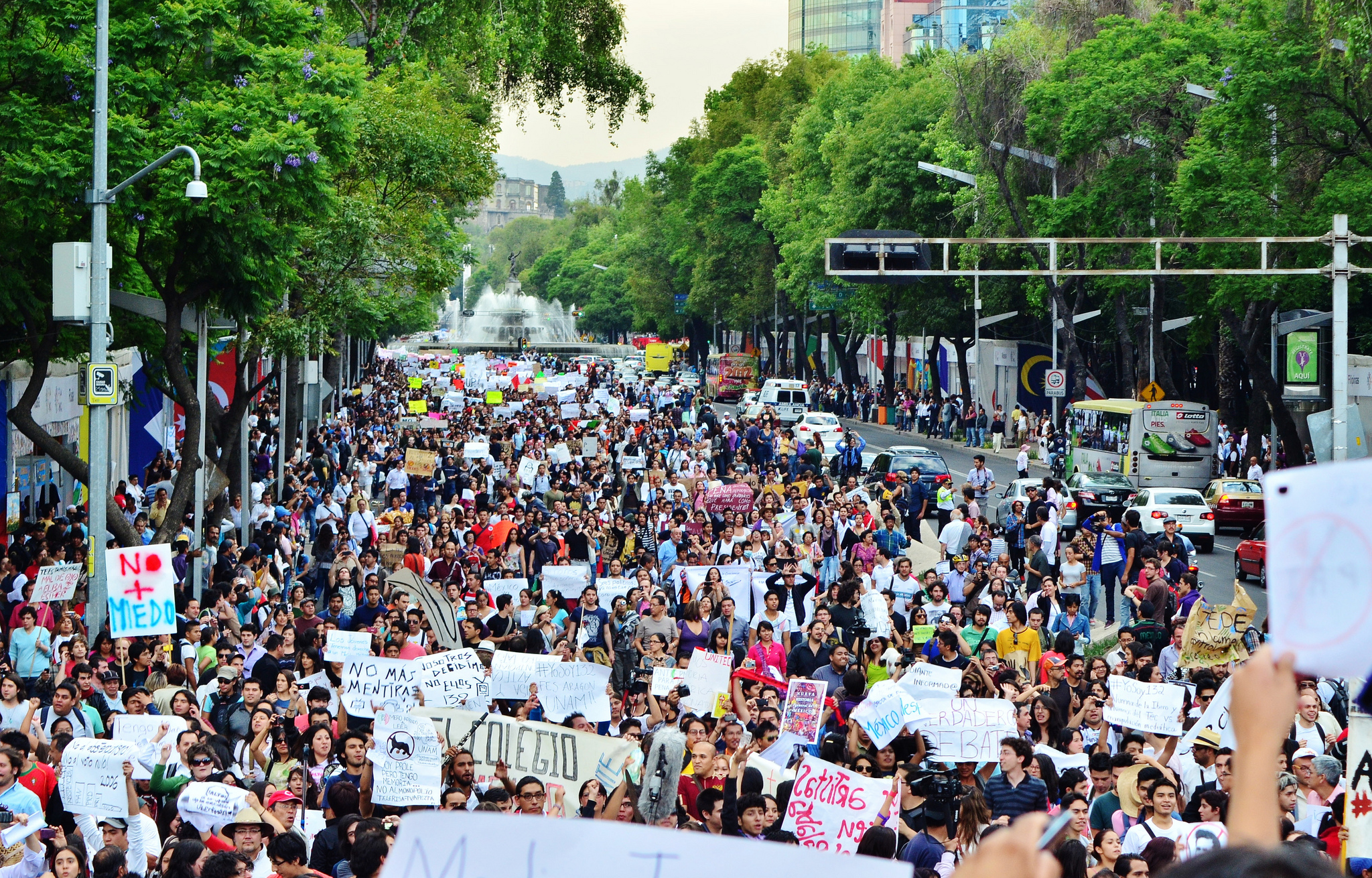

Le mouvement s'est déjà répandu dans de nombreux États du Mexique et aussi parmi les résidents mexicains à l'étranger. Il a aussi été baptisé[Par qui ?] le « Printemps mexicain ».